# Beilschmiedia grandiflora
Beilschmiedia grandiflora är en lagerväxtart som först beskrevs av André Joseph Guillaume Henri Kostermans, och fick sitt nu gällande namn av André Joseph Guillaume Henri Kostermans. Beilschmiedia grandiflora ingår i släktet Beilschmiedia och familjen lagerväxter. Inga underarter finns listade i Catalogue of Life.